# Кантоне (Модена)
Кантоне је насеље у Италији у округу Модена, региону Емилија-Ромања.
Према процени из 2011. у насељу је живело 414 становника. Насеље се налази на надморској висини од 32 м.